# Lithobius bolognai
Lithobius bolognai är en mångfotingart som beskrevs av Zapparoli 1991. Lithobius bolognai ingår i släktet Lithobius och familjen stenkrypare.
Artens utbredningsområde är Jordan. Inga underarter finns listade i Catalogue of Life.